# Iraceminha
Iraceminha est une ville brésilienne située dans la mésorégion Ouest de Santa Catarina, dans l'État de Santa Catarina.

## Géographie
Iraceminha se situe par une latitude de 26° 49′ 21″ sud et par une longitude de 53° 16′ 28″ ouest, à une altitude de 445 mètres. Sa population était de 4 253 habitants au recensement de 2010. La municipalité s'étend sur 164 km2.
Elle fait partie de la microrégion de Chapecó, dans la mésorégion Ouest de Santa Catarina.

## Villes voisines
Iraceminha est voisine des municipalités (municípios) suivantes :
- Caibi
- Cunha Porã
- Descanso
- Flor do Sertão
- Maravilha
- Riqueza